# Луцій Аррунцій Камілл Скрибоніан
Луцій Аррунцій Камілл Скрибоніан (лат. Lucius Arruntius Camillus Scribonianus; 1 рік до н. е. — 42 рік н. е.) — політичний та військовий діяч Римської імперії, консул 32 року.

## Життєпис
Походив з патриціанського роду Фуріїв. Син Марка Фурія Камілла, консула 8 року, та Лівії Скрибоніани. Про його молоді роки є мало відомостей. У 32 році обрано консулом разом з Гнеєм Доміцієм Агенобарбом. У 40 році призначено легатом—пропретором Далмації. У 42 році Скрибоніан за намовою Луція Аннія Вініціана підняв повстання проти імператора Клавдія під гаслом відновлення республіки. Проте через 4 дні військо відмовилося йому підкорятися, а Аррунцій Скрібоніан змушений був втекти на о. Іссу, де, за одними відомостями, наклав на себе руки, а згідно з іншими — був убитий якимсь Волагінієм.

## Родина
Дружина — Вініція
Діти:
- Луцій Аррунцій Фурій Скрибоніан, авгур з 51 року.
- Аррунція Камілла